# ウェンディ (Red Velvet)
ウェンディ（英: Wendy、韓: 웬디、1994年2月21日 - ）は、韓国の歌手である。女性アイドルグループ・Red Velvetのメンバー。本名はソン・スンワン （漢: 孫承完、韓: 손승완）。ASND所属。元SMエンタテインメント所属。

## 来歴
1994年2月21日、ソウル特別市城北区に生まれ、忠清北道堤川市で育った。小学5年生の時に単身でカナダのオンタリオへ渡り、中学時代をアメリカのミネソタ、高校時代を再びカナダのオンタリオで過ごした。
高校在学時には学校の合唱団でメインソプラノを担当し、2年連続で今年のボーカル賞とミュージシャン賞を受賞。
2012年、グローバルオーディションinカナダに合格し、SMエンタテインメントへ入所。その後、SMエンタテインメントのプレデビューチームであるSMルーキーズのメンバーとして公開された。
2014年3月14日、「Wendy of SMROOKIES」名義で、ソロ曲「悲しみの中であなたを消さなければならない」を発表。本作は、男性歌手イ・ヒョヌが1991年に発表した曲のカバーであり、東方神起のメンバーであるチャンミン主演のドラマ『Mimi』の劇中歌として使用された。20日には、同曲のミュージックビデオを公開。
2014年8月1日、2年間の練習生生活を経て、ガールズグループRed Velvetのメンバーとして正式にデビュー。
2019年12月25日、SBS歌謡大祭典のリハーサル中にステージから転落し、顔を負傷、右側の骨盤と手首を骨折する大怪我を負い、活動を休止。翌年8月、事故から8ヵ月ぶりに、Red Velvetの活動へ復帰した。
2021年4月5日、1stミニアルバム『LIKE WATER』をリリースし、Red Velvetメンバー初のソロデビューを果たした。
2022年1月3日、SMエンタテインメントのプロジェクト『Girls On Top(GOT)』の第1弾ガールズグループ『GOT the beat』のメンバーとして再デビュー。シングル『Step Back』をリリース。
2025年4月4日、SMエンタテインメントとの専属契約を終了したことが発表された。なお、グループ活動は継続するという。
2025年4月25日、ASNDと専属契約を締結したことが発表された。

## 人物
身長158cm、血液型O型。英語名はスンワン・ウェンディ・ソン。MBTIは2023年時点でISFP。
Red Velvetではメインボーカルを担当。メンバーカラーはブルー。キャッチフレーズは「涼し気な微笑みウェンディ」または「見れば見るほど反転魅力」。
歌唱力に定評があり、「音色女神」と称されることもある。デビュ一当時はSMの最終兵器と呼ばれた。また、ピアノ、ギター、フルート、サックスなどの楽器の演奏ができる。
カナダとアメリカへの留学経験から英語が堪能であり、フランス語とスペイン語も習っていた。
インタビューにて、「私にとってRed Velvetとは」という題目に、「大切な存在。家族のようにどんな瞬間でも一緒にいてくれるありがたい存在。昔から夢見た歌手という夢を叶えられるようにしてくれた、今のウェンディがいられるようにしてくれた存在」と答えた。
 ロゼとはYGのオーディション時代から仲が良く、共通点も多い、事務所に入社した時期、ソロデビューした年、ポジション、英語堪能 (ウェンディはカナダ、ロゼはオーストラリア)、2月生まれ、家族構成が似てることからファン、メンバーの間では2TOP、ゴールデンコンビ、ベストコンビとも呼ばれている。

## 作品

### ミニアルバム
| 発売日 | 発売日 | タイトル   | 収録曲 |
| ------ | ------ | ---------- | --- |
| 2021年 | 4月5日 | LIKE WATER | 1. When This Rain Stops 2. Like Water 3. Why Can’t You Love Me? 4. 초행길 (The Road) 5. Best Friend (with 슬기) |

### OST
| 公開日 | 公開日   | タイトル                                     | アーティスト             | 映像作品                             | 参考          |
| ------ | -------- | -------------------------------------------- | ------------------------ | ------------------------------------ | ------------- |
| 2014年 | 3月17日  | 슬픔 속에 그댈 지워야만 (Because I Love You) | ウェンディ               | Mnetドラマ「Mimi」                   | [ 14 ] [ 15 ] |
| 2015年 | 6月8日   | Return                                       | ウェンディ、ユク・ジダム | KBS2ドラマ「恋するジェネレーション」 | [ 16 ]        |
| 2015年 | 10月26日 | 아나요 (Let You Know)                        | ウェンディ               | JTBCドラマ「D-DAY」                  |               |
| 2016年 | 7月22日  | 밀지마 (Don't Push Me)                       | ウェンディ、スルギ       | KBS2ドラマ「むやみに切なく」         |               |
| 2017年 | 1月3日   | 너만 보여 (あなたしか見えない)               | ウェンディ、スルギ       | KBS2ドラマ「花郎」                   | [ 17 ]        |
| 2019年 | 2月19日  | What If Love                                 | ウェンディ               | tvNドラマ「真心が届く」              | [ 18 ]        |
| 2020年 | 5月16日  | 僕の一日はすべて君でいっぱい                 | ウェンディ、ジコ         | SBSドラマ「ザ・キング：永遠の君主」  | [ 19 ] [ 20 ] |
| 2020年 |          |                                              | ウェンディ               | tvNドラマ「スタートアップ：夢の扉」  | [ 21 ]        |

### ミュージックビデオ
- SMTOWN - YouTubeチャンネル

| 公開日 | 公開日  | タイトル                                     |
| ------ | ------- | -------------------------------------------- |
| 2014年 | 3月20日 | 슬픔 속에 그댈 지워야만 (Because I Love You) |
| 2021年 | 4月5日  | Like Water                                   |

## 出演

### 映画
- トロールズ ミュージック★パワー（2020年、ドリームワークス）- ワニ 役[22]
- トロールズ ミュージック★パワー 韓国語吹き替え版（2020年、ドリームワークス）- ポピー 役[23]

### テレビ番組
- 私たち結婚しました4（2015年、MBC）- パネラー[24]
- 心臓蘇生ソング（2015年、SBS）[25]
- 脳セク時代（2016年、tvN）[26]
- THE SHOW（2016年、SBS）- スペシャルMC[27]
- コンビニ襲撃（2017年）- MC[28]
- アブノーマル会談（2017年）[29][30]
- 国民トークショー アンニョンハセヨ（2017年）[31]
- M COUNTDOWN（2018年、Mnet）- スペシャルMC[32]
- トークモン（2018年、tvN）[33][34]
- バトルトリップ（2018年、KBS2）[35][36][37]
- 驚きの日曜日（2018年、tvN）[38]
- 一食ください（2018年、JTBC）[39]
- みんなのキッチン（2019年、O'Live）[40][41][42]
- 覆面歌王（2019年、MBC）[43]
- 不思議なレコードショップ（2021年、JTBC）- MC[44][45][46]
- SKL KOREA（2021年、COUPANG PLAY）- MC[47][48]

### ラジオ番組
- SUPER JUNIORのKISS THE RADIO（2015年、KBSクールFM）[49]
- NCTのnight night！（2018年、SBSパワーFM）[50]
- 2時脱出 Cultwo Show（2019年、SBSパワーFM）[51]
- 2時脱出 Cultwo Show（2021年、SBSパワーFM）[52]
- 正午の希望曲、キム・シニョンです（2021年、MBC FM4U）[53]
- ヤングストリート（2021年、SBSパワーFM）- DJ[54][55]

## 雑誌
- 「NYLON」2019年6月号[56]
- 「marie claire」2019年10月号[57]
- 「BEAUTY＋」2020年10月号[58]
- 「Harper's BAZAAR」2021年1月号[59]
- 「marie claire」2021年3月号[60]

## 受賞歴
- フレッシュアジア音楽賞 今年のアジア太平洋ゴールドソングトップ10（2019年）